# Registre administratif
Pour les articles homonymes, voir Registre.
En administration, un registre administratif, anciennement rôle, est un livre dans lequel sont inscrites des informations administratives.

## Registre d'état-civil
- Registre d'état civil
- Registre des mariages (voir État civil).
- Registre paroissial
- Registres des baptêmes et des sépultures (voir Histoire de l'état civil en France).

## Registre des prostituées
- Époque romaine (voir Histoire de la prostitution).
- Époque actuelle (voir Prostitution).

## Registre du commerce
- Registre du commerce et des sociétés, en France, géré individuellement par les greffes de tribunaux, Registre national du commerce et des sociétés centralisé par l'Institut national de la propriété industrielle.
- Registre du commerce (RC), en Suisse.

## Divers
- Registre pour les hypothèques.
- Registres du Parlement de Paris 1254-1318 (voir Olim).
- Registre obituaire.